# Comitat de Zadar

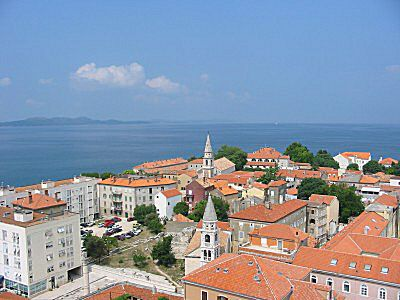
Une vue de Zadar

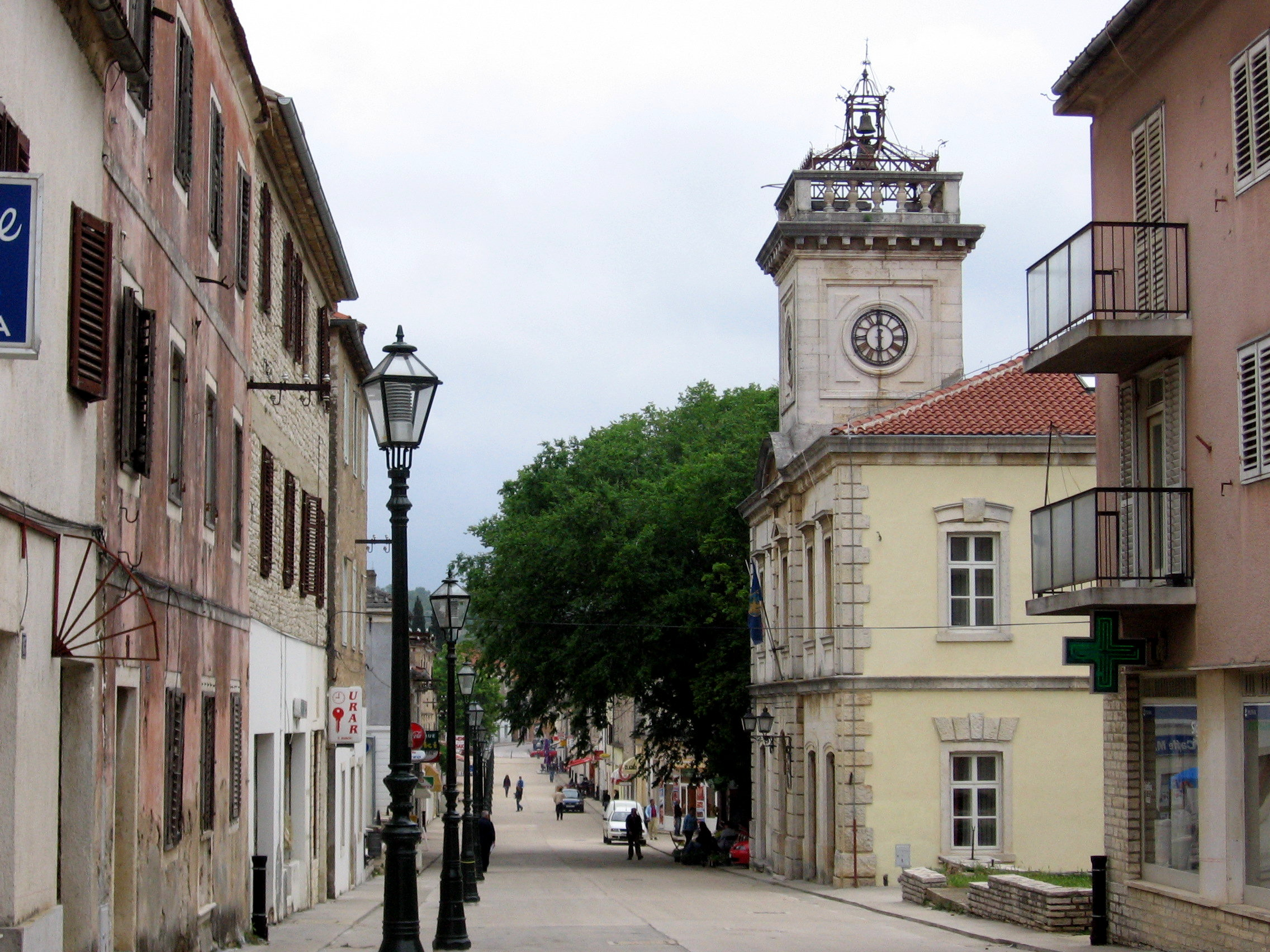
Une rue à Benkovac

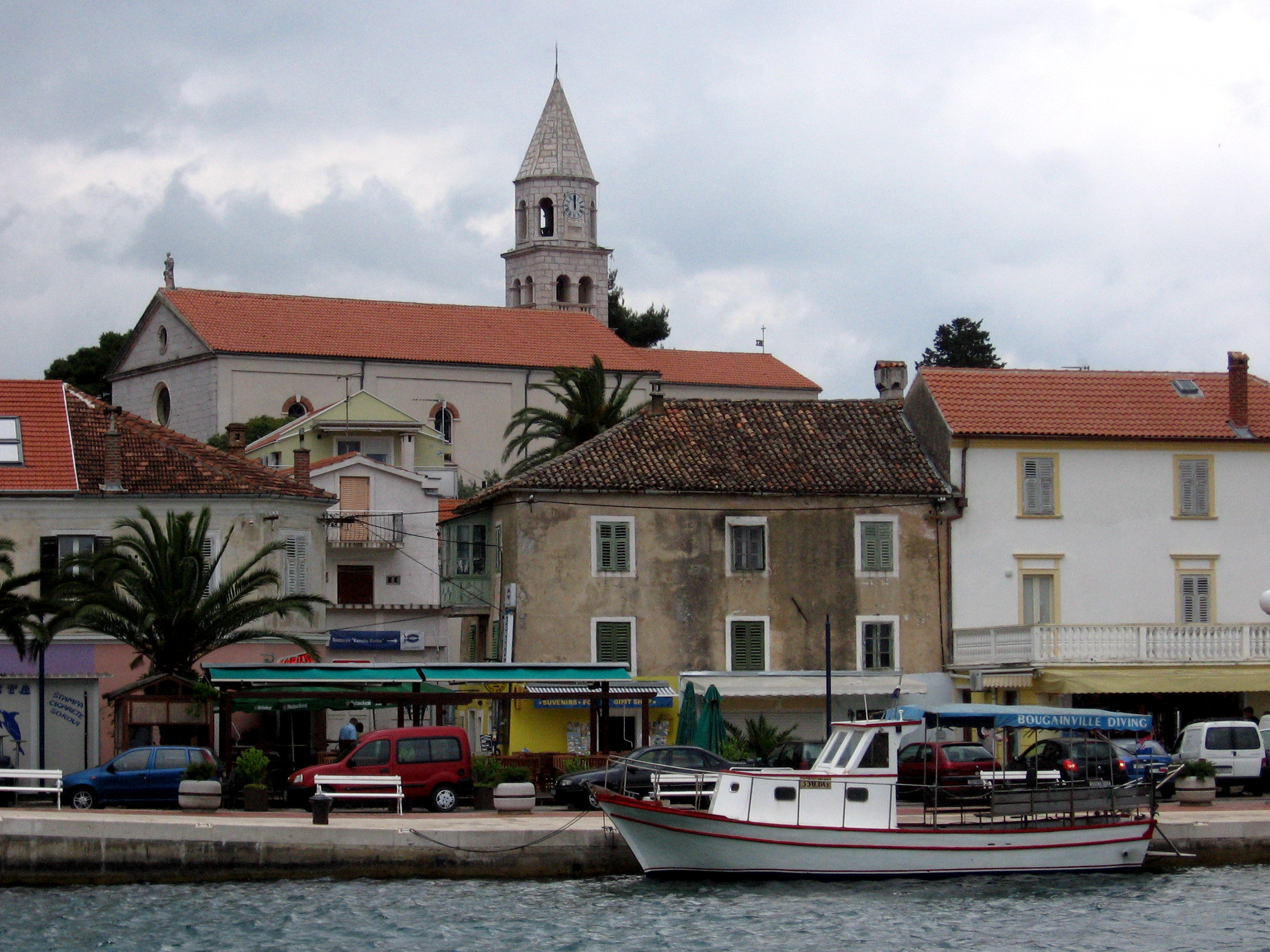
Biograd na moru

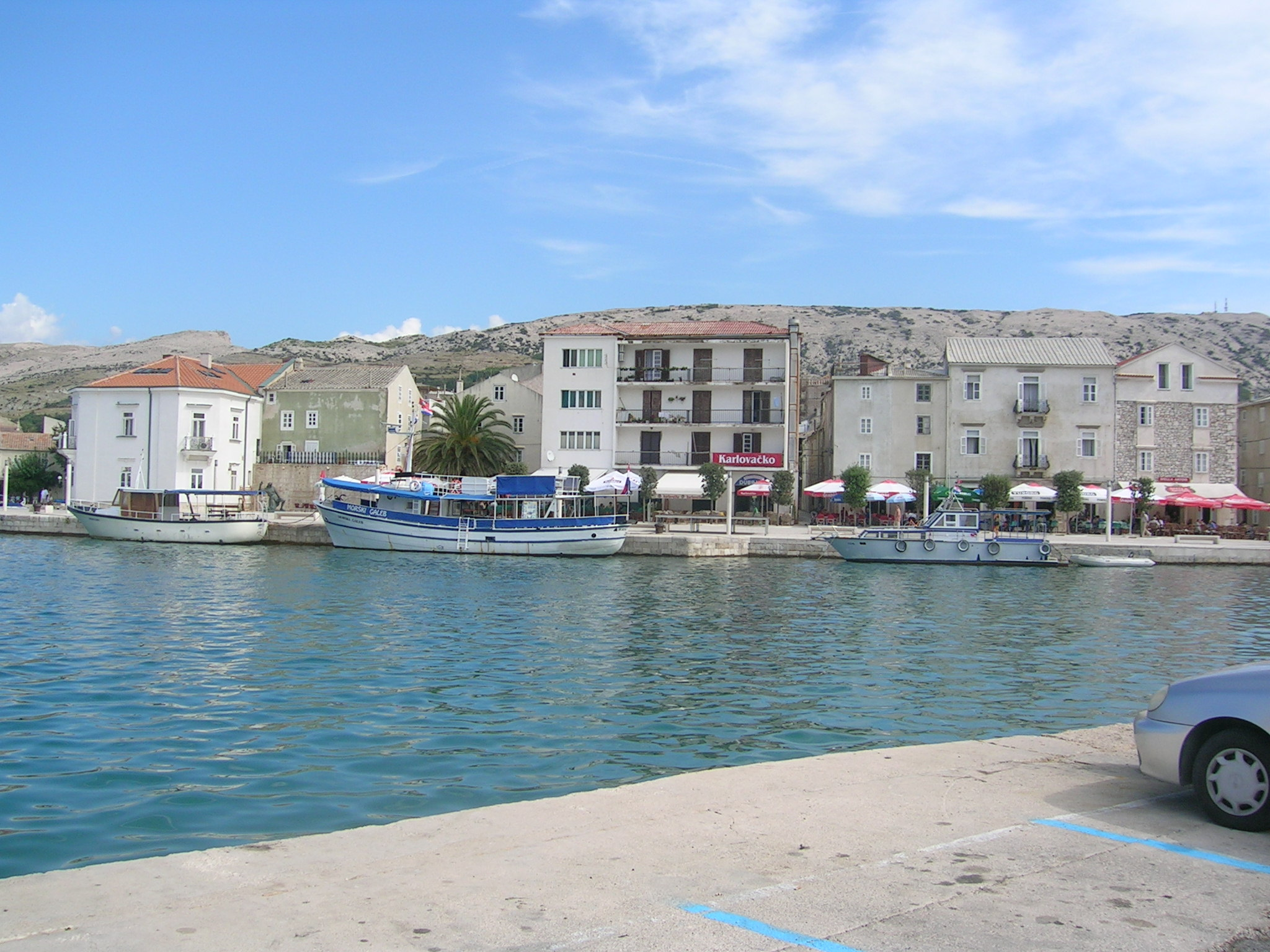
Pag

Le comitat de Zadar (en croate Zadarska županija) est un comitat croate situé au nord de la Dalmatie et au sud-est de la Lika. Le chef-lieu est la ville de Zadar. Selon le recensement effectué en 2011 le comitat est peuplé de 170 017 habitants.

## Géographie
Parmi les localités les plus importantes du comitat de Zadar, on peut citer, outre Zadar, Benkovac, Bibinje, Biograd, Nin, Obrovac et Pag. Le comitat comprend également les îles de Dugi Otok, Ugljan, Pašman et la plus grande partie de l'île de Pag, ainsi qu'un certain nombre d'îles plus petites. Il abrite également le parc national de Paklenica.
Le comitat couvre une superficie totale de 7 854 km2, dont 3 642 km2 de terres, soit 6,4 % du territoire de la Croatie. La zone maritime du comitat couvre une superficie de 3 632 km2, soit environ 12 % des eaux territoriales du pays. Les côtes, y compris celles des îles, s'étendent sur 1 300 km.

## Villes et municipalités
Le comitat de Zadar comprend 6 villes et 28 municipalités.

### Villes
- Benkovac 9 786
- Biograd na Moru 5 259
- Nin 4 603
- Obrovac 3 387
- Pag 4 350
- Zadar 72 718

## Municipalités
- Bibinje 3 923
- Galovac 1 190
- Gračac 3 923
- Jasenice 1 329
- Kali 1 371
- Kukljica 650
- Lišane Ostrovičke 764
- Novigrad 2 368
- Pakoštane 3 884
- Pašman 2 004
- Polača 1 434
- Poličnik 4 664
- Posedarje 3 513
- Povljana 713
- Preko 3 871
- Privlaka 2 199
- Ražanac 3 107
- Sali 1 820
- Stankovci 2 088
- Starigrad 1 893
- Sukošan 4 402
- Sveti Filip i Jakov 4 482
- Škabrnja 1 772
- Tkon 707
- Vir 1 608
- Zemunik Donji 1 903

## Gouvernement du comitat

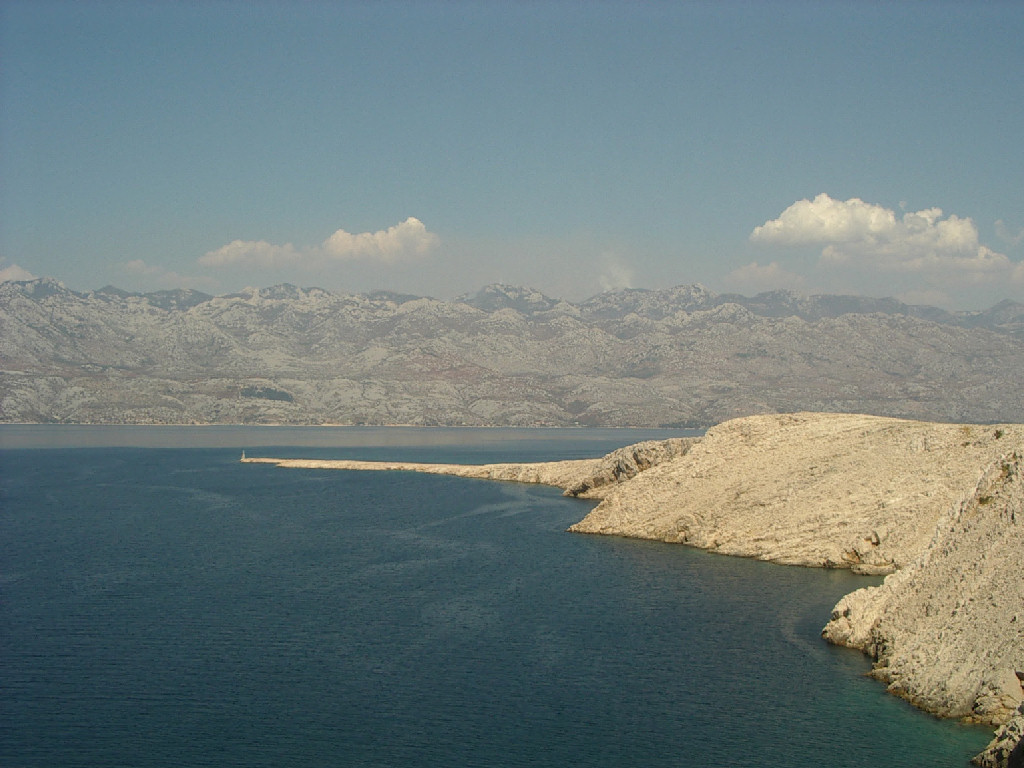
La partie centrale des monts Velebit

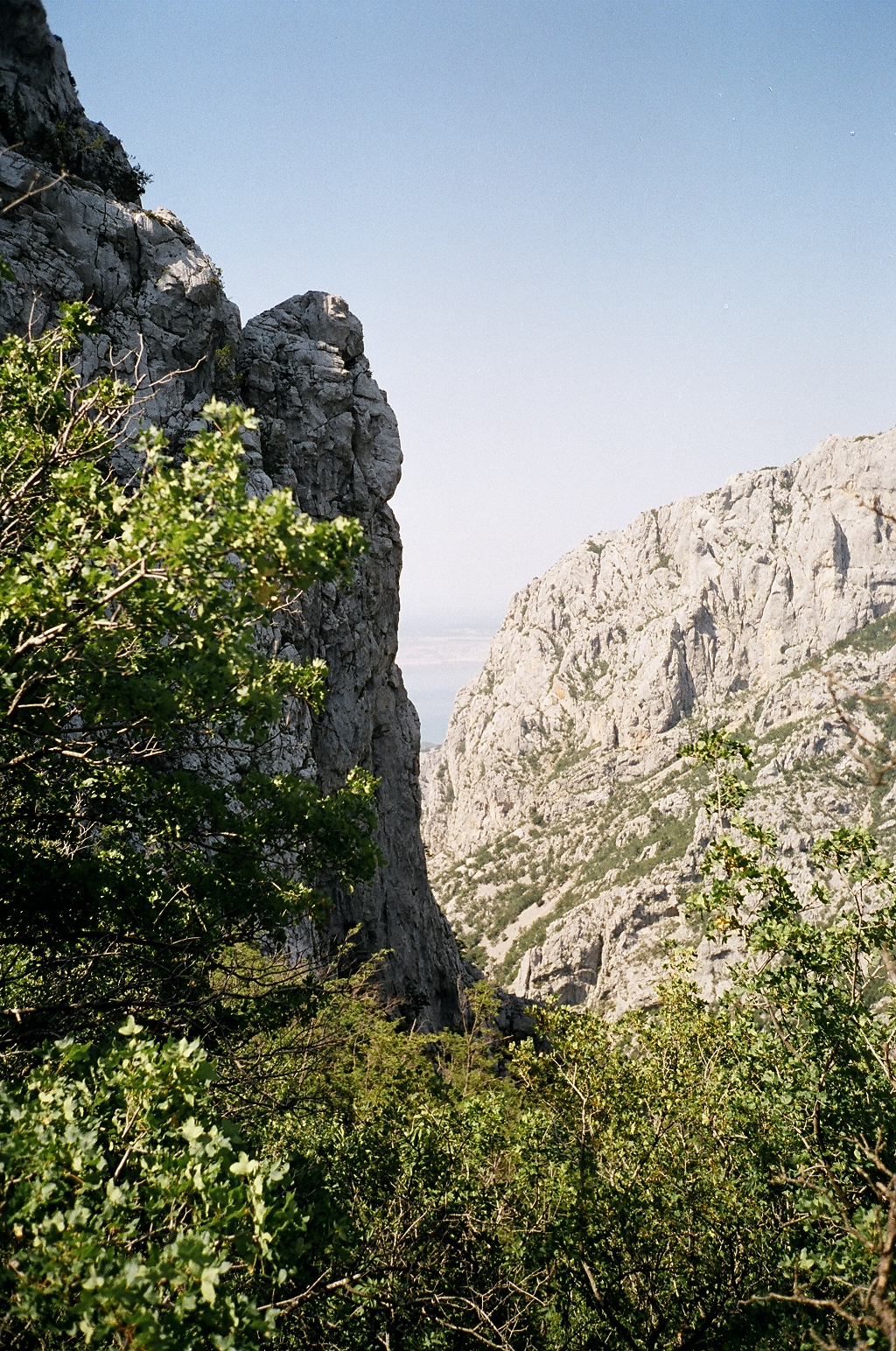
La vallée de Velika Paklenica

Depuis les élections d'avril 2006, le Župan (préfet) du comitat est Ivo Grbić (HDZ). L'assemblée du comitat, comptant 41 représentants, est composée comme suit :
- Union démocratique croate : 20 représentants ;
- Parti social-démocrate de Croatie (SDP) : 10 représentants ;
- Parti paysan croate (HSS) : 4 représentants ;
- Parti social-libéral croate (HSLS) : 4 représentants ;
- Parti populaire croate (HNS) : 3 représentants.

## Économie
Le secteur de Ravni Kotari, à l'intérieur du comitat, possède la plupart des terres cultivées de la région, tandis que les villes accueillent l'essentiel du potentiel industriel, artisanal et commercial.
Le tourisme est la plus importante industrie du comitat, en raison de sa position géographique, de son climat, de ses côtes découpées et de ses plages. Le secteur abrite également des sites naturels qui attirent les visiteurs, comme les mots Velebit, les parcs nationaux de Telaščica et de Paklenica, ainsi que les parcs nationaux de Krka et de l'archipel des Kornati, au sud, ainsi que le parc national des lacs de Plitvice, au nord.

## Transport
Le comitat de Zadar, qui relie le nord et le sud de la Croatie, joue un rôle important dans les transports. La route touristique de l'Adriatique Magistrala, la route Zagreb-Split et la voie de chemin de fer Zagreb-Knin-Split, avec ses embranchements vers Zadar et Šibenik, traversent le secteur. Le trafic maritime longe la côte de l'Adriatique et emprunte la route maritime internationale Zadar-Ancône, qui constitue le chemin le plus court entre l'Europe centrale et Rome, via Zagreb et Zadar. Une autre route, très fréquentée, passe par Zadar, le pont de Maslenica, le tunnel Saint-Rok et Zagreb.
L'aéroport de Zadar, récemment reconstruit, dessert la ville de Zadar et sa région. l'aéroport a récemment été modernisé et les améliorations de la piste devrait permettre d'accueillir des avions de plus grande capacité.
La ville de Zadar possède un port de passagers particulièrement fréquenté, tandis que le port de marchandises se trouve dans le secteur de Gazenica.